# 小行星15020
小行星15020（15020 Brandonimber）是一颗绕太阳运转的小行星，为主小行星带小行星。该小行星于1998年9月26日发现。

## 轨道参数
小行星15020的轨道半长轴为2.4149953 UA，离心率为0.136。